# 에티오피아의 총리
에티오피아의 총리(암하라어: የኢትዮጵያ ጠቅላይ ሚኒስትር)는 에티오피아의 행정수반이다. 에티오피아는 의원내각제 연방 공화국으로 총리가 연방 전체에서 강한 권력을 가지며 국방군의 통수권자이기도 하다. 관저는 아디스아바바의 메넬리크궁이다.
총리는 연방의회의 하원에서 선출되어 에티오피아 연방 대통령에 의해 형식적인 임명을 받아 취임한다.
현 총리는 번영당의 아비 아머드로, 2018년부터 재임 중이다.

## 역대 총리 명단
| 대                                            | 사진 | 이름 (출생일-사망일)                 | 임기             | 임기                                 | 정당 (연립 정당)                                              | 총선                |
| 대                                            | 사진 | 이름 (출생일-사망일)                 | 취임일           | 퇴임일                               | 정당 (연립 정당)                                              | 총선                |
| --------------------------------------------- | ---- | ------------------------------------ | ---------------- | ------------------------------------ | ------------------------------------------------------------- | ------------------- |
| • 에티오피아 제국 (1909년-1974년)             |      |                                      |                  |                                      |                                                               |                     |
| 1                                             |      | 합테 기요르기스 디나그데 (1851-1927) | 1909년           | 1926년 12월 12일 (임기중 사망)       | 무소속                                                        | -                   |
| 2                                             |      | 하일레 셀라시에 (1892-1975)          | 1927년           | 1936년 5월 1일 (망명)                | 무소속                                                        | -                   |
| 3                                             |      | 월데 차딕 (?-?)                      | 1936년 5월 1일   | 1942년 5월 14일                      | 무소속                                                        | -                   |
| 4                                             |      | 마코넨 엔델카슈 (1890-1963)          | 1942년 5월 14일  | 1957년 11월 27일                     | 무소속                                                        | -                   |
| 5                                             |      | 아베베 아레가이 (1903-1960)          | 1957년 11월 27일 | 1960년 12월 27일 (임기중 사망)       | 무소속                                                        | 1957                |
| -                                             |      | 임루 하일레 셀라시 (1892-1980)       | 1960년 12월 14일 | 1960년 12월 17일                     | 무소속                                                        | -                   |
| 공석 (1960년 12월 17일~1961년 4월 17일)       |      |                                      |                  |                                      |                                                               |                     |
| 6                                             |      | 아킬루 합테볼트 (1912-1974)          | 1961년 4월 17일  | 1974년 3월 1일 (사임)                | 무소속                                                        | 1961 1965 1969 1973 |
| 7                                             |      | 엔델카추 마콘넨 (1927-1974)          | 1974년 3월 1일   | 1974년 7월 22일 (데르그에 의해 투옥) | 무소속                                                        | -                   |
| 공석 (1974년 7월 22일~1974년 8월 3일)         |      |                                      |                  |                                      |                                                               |                     |
| 8                                             |      | 미카엘 임루 (1929-2008)              | 1974년 8월 3일   | 1974년 9월 12일 (데르그에 의해 퇴임) | 무소속                                                        | -                   |
| 총리직 폐지 (1974년 9월 12일~1987년 9월 10일) |      |                                      |                  |                                      |                                                               |                     |
| • 에티오피아 인민민주공화국 (1987년-1991년)   |      |                                      |                  |                                      |                                                               |                     |
| 1                                             |      | 피크레 셀라시 뵈그데레스 (1945-2020) | 1987년 9월 10일  | 1989년 11월 8일                      | 에티오피아 노동당                                             | 1987                |
| 2                                             |      | 하일루 이메누 (?-1991)               | 1989년 11월 8일  | 1991년 4월 26일                      | 에티오피아 노동당                                             | -                   |
| 3                                             |      | 테스페이 딩카 (1939-2016)            | 1991년 4월 26일  | 1991년 6월 6일 (퇴임)                | 에티오피아 노동당                                             | -                   |
| • 에티오피아 과도정부 (1991-1995)             |      |                                      |                  |                                      |                                                               |                     |
| -                                             |      | 타미라트 라이네 (1955- ) 임시 총리   | 1991년 6월 6일   | 1995년 8월 22일                      | 암하라 민주 운동 (에티오피아 인민 혁명 민주전선)              | -                   |
| • 에티오피아 연방민주공화국 (1995년-현재)     |      |                                      |                  |                                      |                                                               |                     |
| 1                                             |      | 멜레스 제나위 (1955-2012)            | 1995년 8월 23일  | 2012년 8월 20일 (임기중 사망)        | 티그레 인민 민주전선 (에티오피아 인민 혁명 민주전선)          | 1995 2000 2005 2010 |
| 2                                             |      | 하일레마리암 데살렌 (1965- )         | 2012년 8월 20일  | 2018년 4월 2일                       | 남부 에티오피아 인민 민주운동 (에티오피아 인민 혁명 민주전선) | 2015                |
| 3                                             |      | 아비 아머드 (1976-)                  | 2018년 4월 2일   | 현재                                 | 오로모 인민 민주기구 (에티오피아 인민 혁명 민주전선) ↓ 번영당 | 2021                |

## 같이 보기
- 에티오피아 황제